# Циганка (притока Ятрані)
Циганка — річка  в Україні, у Голованівському районі Кіровоградської області, права притока Ятрані (басейн Південного Бугу).

## Опис
Довжина річки 19 км., похил річки — 4,3 м/км. Формується з багатьох безіменних струмків, правої притоки Кайнари та багатьох водойм. Площа басейну 258 км².

## Розташування
Бере  початок на північному сході від села Станіславове. Тече переважно на північний схід і в селі Давидівці впадає у річку Ятрань, праву притоку Синюхи. 
Населені пункти вздовж  берегової смуги: Грузьке, Вербове, Краснопілля. 
Річку перетинає автомобільна дорога  Т 2415.